# Grand lac Touladi
Le  Grand lac Touladi est un lac de la région du Témiscouata dans le Bas-Saint-Laurent. Il est la source de la Rivière Touladi qui se déverse dans le lac Témiscouata.